# Chikkathimmanahalli, Madhugiri
Chikkathimmanahalli là một làng thuộc tehsil Madhugiri, huyện Tumkur, bang Karnataka, Ấn Độ.